# Edward Marczewski
Edward Marczewski   (Varsòvia, 15 de novembre de 1907 - Breslau, 17 d'octubre de 1976) va ser un matemàtic polonès, de cognom real Szpilrajn, però que el va canviar mentre s'amagava dels nazis.

## Vida i Obra
El pare d'Edward Szpilrajn va morir el 1911 i ell va ser educat per la seva mare, bibliotecaria de la universitat. Va fer els estudis secundaris a un prestigiós institut de Varsòvia, abans d'entrar el 1925 a la universitat de Varsòvia per estudiar matemàtiques i en la qual es va doctorar el 1932 amb una tesi dirigida per Sierpinski. A partir d'aquesta data va ser professor de secundària, fent també d'assistent a la universitat. El 1939, en esclatar la Segona Guerra Mundial es trobava a la ciutat polonesa de Lwów (actual Lviv, a Ucraïna), però va aconseguir retornar a Varsòvia amb uns documents falsos amb el nom d'Edward Marczewski i, a partir de 1940, sempre va utilitzar aquest nom. A les acaballes de la guerra, a la tardor de 1944, va ser deportat amb la seva esposa a una camp de treball a Breslau on van romandre fins al seu alliberament el maig de 1945. El mateix any, va començar a treballar per crear una nova universitat polonesa a la ciutat, anomenada aleshores Wroclaw. Va jugar un rol fonamental en la creació del departament de matemàtiques de la universitat, el qual va dirigir durant diversos anys. El 1946, juntament amb Bronisław Knaster, Hugo Steinhaus i Władysław Ślebodziński, va fundar la revista matemàtica Colloquium Mathematicum, de la qual va ser editor en cap durant molts anys. El 1969, a causa del seu suport a les protestes estudiantils del 68, va ser expulsat de la universitat i a partir d'aleshores només va mantenir una plaça de recerca a l'institut de matemàtiques de l'Acadèmia Polonesa de Ciències. Va morir a Wroclaw el 1976.

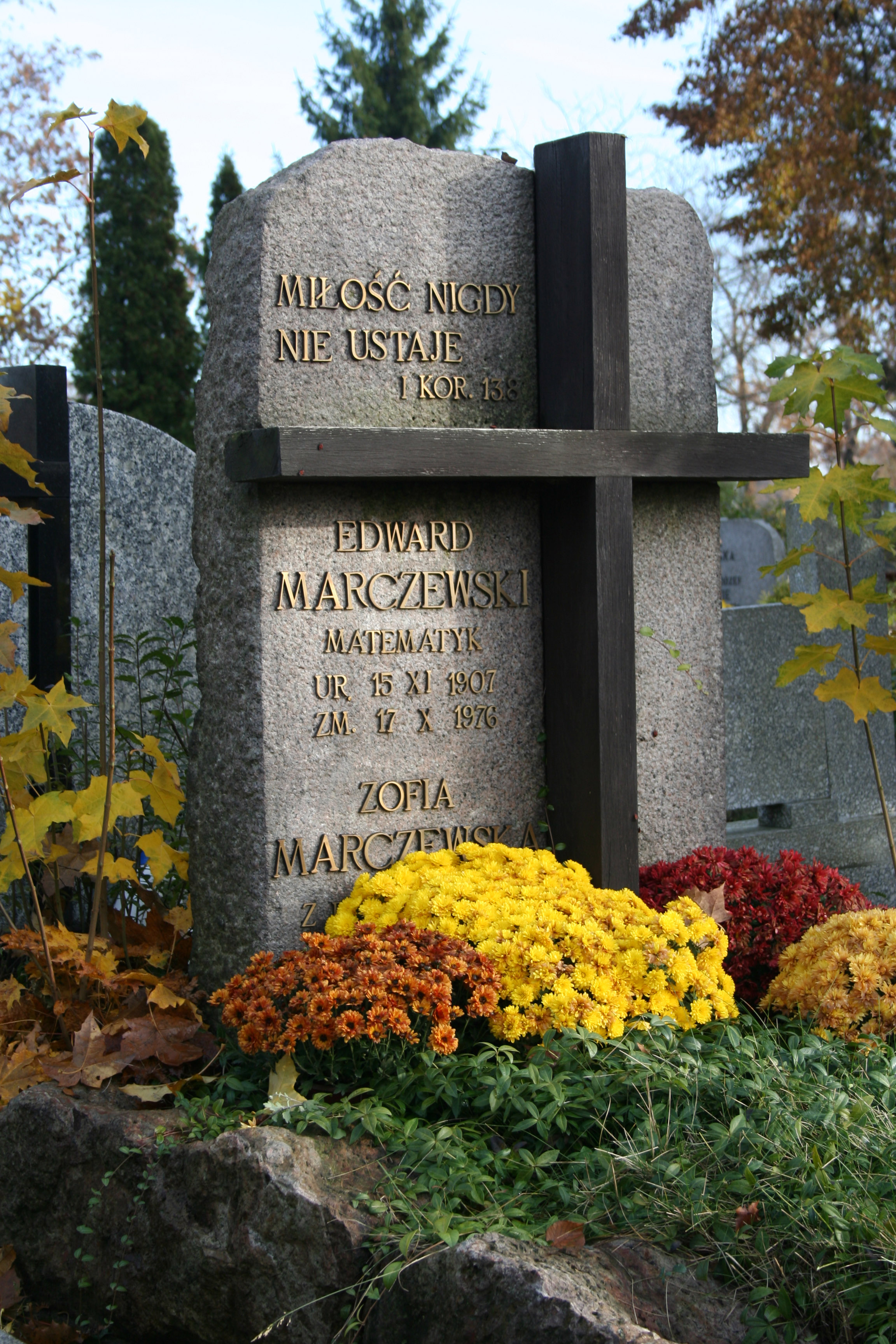
Tomba de Marczewski al cementiri de la Sagrada Família de Breslau.

L'interès de recerca inicial de Marczewski van ser els conjunts analítics, seguint el seu mestre, Sierpinski. A continuació es va interessar per la teoria de la mesura i, finalment, els seus treballs es van dirigir a l'àlgebra universal, camp en el qual va fer les seves aportacions més rellevants. Va publicar un centenar d'obres, entre articles, llibres i monografies. A més de les seves tasques administratives i editorials reconstruint l'escola de matemàtics polonesa, també va estar força interessat pels principis que haurien de governar les relacions entre tutor i deixeble en l'àmbit acadèmic, establint uns principis deontològics per a elles.